# Protoita istvani
Protoita istvani (лат.) — вид ископаемых мелких наездников из семейства †Protoitidae надсемейства хальцид (Chalcidoidea). Обнаружен в меловом ливанском янтаре (около 130 млн лет). Один из древнейших представителей надсемейства Chalcidoidea. Видовой эпитет является патронимом в честь американского энтомолога István Mikó, «наставника и близкого друга первого автора, который привил ему страсть к энтомологии и морфологии».

## Описание
Мелкие перепончатокрылые насекомые (длина 0,918 мм). Усики 14-члениковые. Самка Protoita istvani отличается от самок других видов рода следующим сочетанием признаков: голова уплощена, дисковидная; членики жгутика усика Fl1-3 удлиненные, примерно в 4 раза длиннее ширины; булава 2-сегментная. Вид был впервые описан в 2023 году группой палеоэнтомологов из Германии, Китая, Ливана и Чехии. Как и другие таксоны из Protoitidae это древнейшие (с возрастом около 130 млн лет) представители надсемейства Chalcidoidea.